# Ricardo Martinelli
Ricardo Alberto Martinelli Berrocal (Ciudad de Panamá, 11 de marzo de 1952) es un empresario y político panameño. Fue el 36.º presidente de la República de Panamá desde 2009 hasta 2014. Gracias a la alianza con el Partido Panameñista en las elecciones generales de 2009, resultó electo presidente alcanzando el 60.3 % de los votos y siendo este el triunfo más amplio hasta la fecha para la presidencia de Panamá.

## Biografía
Hijo de Ricardo Martinelli, de ascendencia italiana, y Gloria Berrocal, de ascendencia española. Realizó sus estudios primarios en el Colegio La Salle, donde obtuvo el título de perito mercantil; su bachillerato lo obtuvo en Stauton Military Academy en Staunton, Virginia. en los Estados Unidos, y obtuvo una maestría en Administración en INCAE Business School. Su familia está compuesta por su esposa, Marta Linares de Martinelli, y sus tres hijos: Ricardo Martinelli Linares, Luis Enrique Martinelli Linares y Carolina Martinelli Linares. 

### Vida empresarial
Su empresa Super 99 es una cadenas de supermercados. También es presidente de Importadora Ricamar S. A., y es socio, inversionista, miembro de la junta directiva o accionista de varias empresas en Panamá, como Diario por la Democracia S. A., Azucarera La Victoria, Empresa ERA, MegaDepot, ToyLand, Compañía Digital de Televisión y de la fábrica de plásticos Plastigol s.a. Director de empresas como Gold Mills de Panamá, Global Bank, Panasal S. A., Televisora Nacional de Panamá, Direct TV, Desarrollo Norte S. A. el Molino de Oro, Avipac Inc y Calox Panameña, entre otras.

### Vida política
Se desempeñó como funcionario del Estado con el cargo de Director en la Caja de Seguro Social de Panamá durante la administración de Ernesto Pérez Balladares. Durante su gestión, logró implantar un plan de modernización de la institución, la extensión de horarios de consulta externa y urgencias en las diferentes Policlínicas, a fin de satisfacer la demanda de atención médica.[cita requerida]
Sin embargo, el 17 de enero de 1996 los gremios médicos tanto de la CSS liderados por la Asociación de Médicos, Odontólogos y Afines de la CSS (AMOACSS), declararon una huelga solicitando reivindicaciones laborales y salariales de los gremios médicos. La misma fue respaldada por los médicos especialistas del Hospital del Niño Dr. José Renán Esquivel y los internos del Ministerio de Salud, resultando en un paro a nivel nacional—liderado por 2500 médicos—de los servicios de salud prestados por la CSS bajo la administración de Martinelli. Fue como resultado de la intervención directa del presidente Pérez Balladares que los gremios pusieron fin a la huelga después de 8 días, cuando 18 de los 26 puntos en su pliego de demandas fueron dados como “buenos”. En julio de ese mismo año, Martinelli renuncia a la CSS, bajo supuestas presiones de Pérez Balladares.
En 1998, Martinelli fundó el partido político Cambio Democrático, formando parte de la alianza Unión por Panamá junto a los partidos Panameñista y Molirena. La alianza ganó las elecciones generales en 1999 con Mireya Moscoso.
Durante la administración de Moscoso, Martinelli fue ministro del Canal de Panamá y presidente de la Junta Directiva de la Autoridad del Canal de Panamá. Bajo ese encargo, impulsó la ampliación del Canal, y obtuvo un reconocimiento público por parte de la Organización Marítima Internacional por su buen trabajo al frente de este ente de estado Panamá.

#### Campaña presidencial

##### 2004
En las elecciones generales de 2004, Martinelli se postuló como candidato presidencial por su partido Cambio Democrático. Fue en este proceso electoral, obtuvo el 5,3 % de los votos.

##### 2009
Luego de la derrota del 2004, la oposición se fragmentó. Sin embargo, tras la derrota del bloque conservador liderado por Moscoso en el Partido Arnulfista (ahora Panameñista) frente a una nueva generación liderada por Juan Carlos Varela, la fusión de Solidaridad con el Partido Liberal Nacional y la creación de Vanguardia Moral de la Patria,
Ante el dividido ambiente en la oposición, Ricardo Martinelli logró posicionarse como líder en las encuestas, y logra adueñarse de una importante sección del voto civilista que apoyó a Guillermo Endara, la cual se encontraba desorientada por los desatinos políticos de este (ruptura con Solidaridad, rechazo a la ampliación del Canal). Unión Patriótica (resultado de la fusión de Solidaridad con PLN, liderada por Guillermo Ford, candidato a vicepresidente por la nómina Endara en el 2004) se alió con Cambio democrático con miras a unificar las fuerzas civilistas, invitando al Partido Panameñista a unirse.
Las conversaciones con el Partido Panameñista resultaron infructuosas en un comienzo, pues el Partido Panameñista, siendo el partido civilista más grande, no quería ceder la cabeza de la nómina y su líder sugirió unas elecciones interprimarias. En repuesta, Ricardo Martinelli acusó a su líder, Juan Carlos Varela, de aún ser fiel al ala conservadora liderada por Mireya Moscoso.

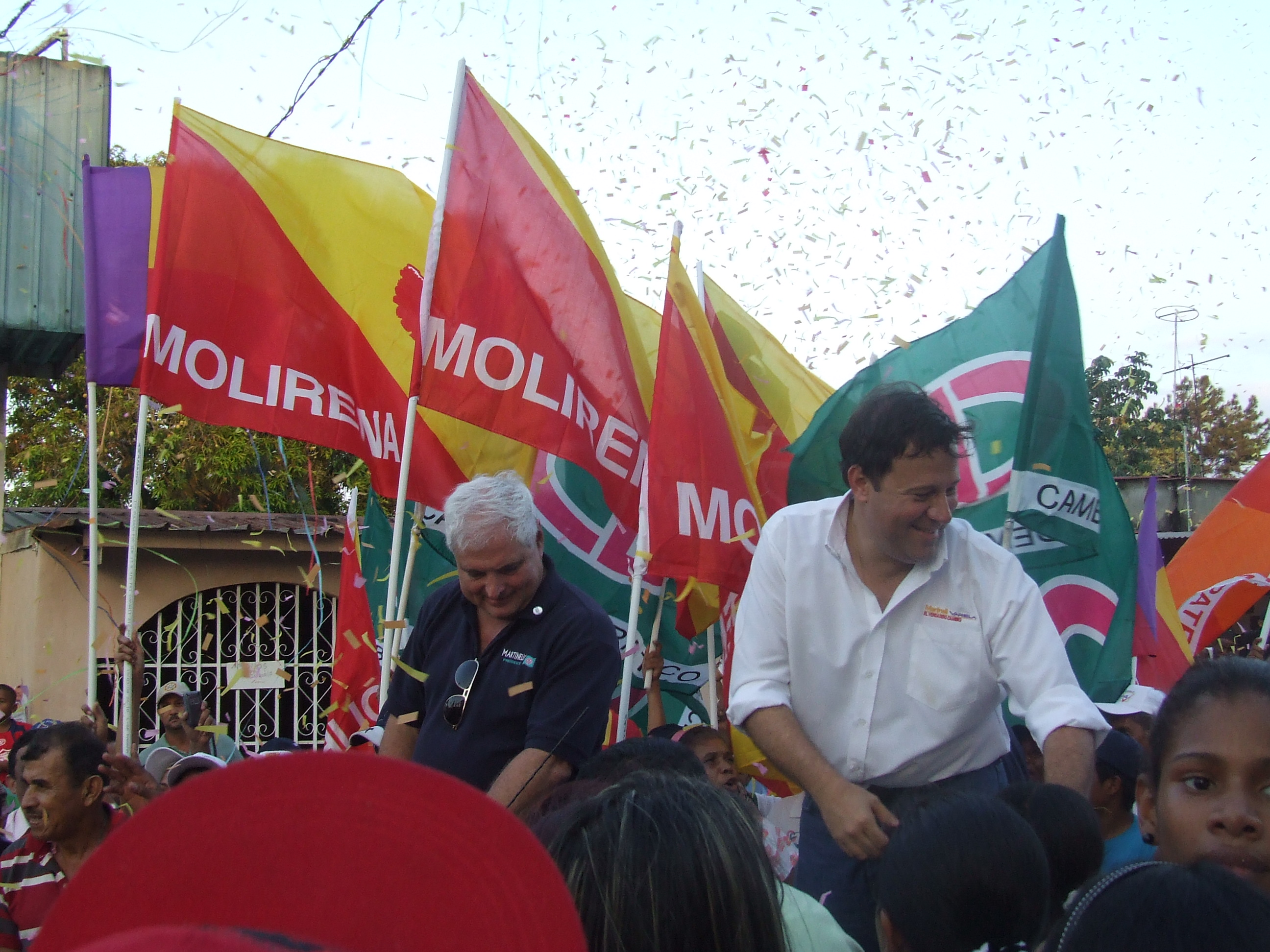
Ricardo Martinelli junto a su compañero de fórmula Juan Carlos Varela.

Las negociaciones fueron rotas, y el partido Panameñista decidió formar una alianza con el conservador MOLIRENA con miras a las elecciones del mayo de 2009. Varela, pese a éxitos iniciales en las encuestas, cayó por debajo del 15 % de intención de voto en diciembre, y MOLIRENA abandonó la alianza para aliarse con Cambio Democrático.
En enero, el Partido Panameñista de Juan Carlos Varela, habiendo quedado solo, y tras un fallido intento de una alianza con Vanguardia Moral de la Patria,[cita requerida] aceptó unirse a la alianza aun no teniendo la papeleta presidencial (por primera vez en su historia para el Partido Panameñista), formando la Alianza por el Cambio con Martinelli.
Después de una aguerrida campaña llena de pleitos publicitarios contra otros candidatos y escándalos políticos, entre los cuales destacan los ligados a David Murcia, el 3 de mayo de 2009, la fórmula Ricardo Martinelli - Juan Carlos Varela, es elegida con el 60 % de los votos superando así a la candidata del oficialista Partido Revolucionario Democrático, Balbina Herrera.

## Gobierno (2009-2014)

### Transición al poder

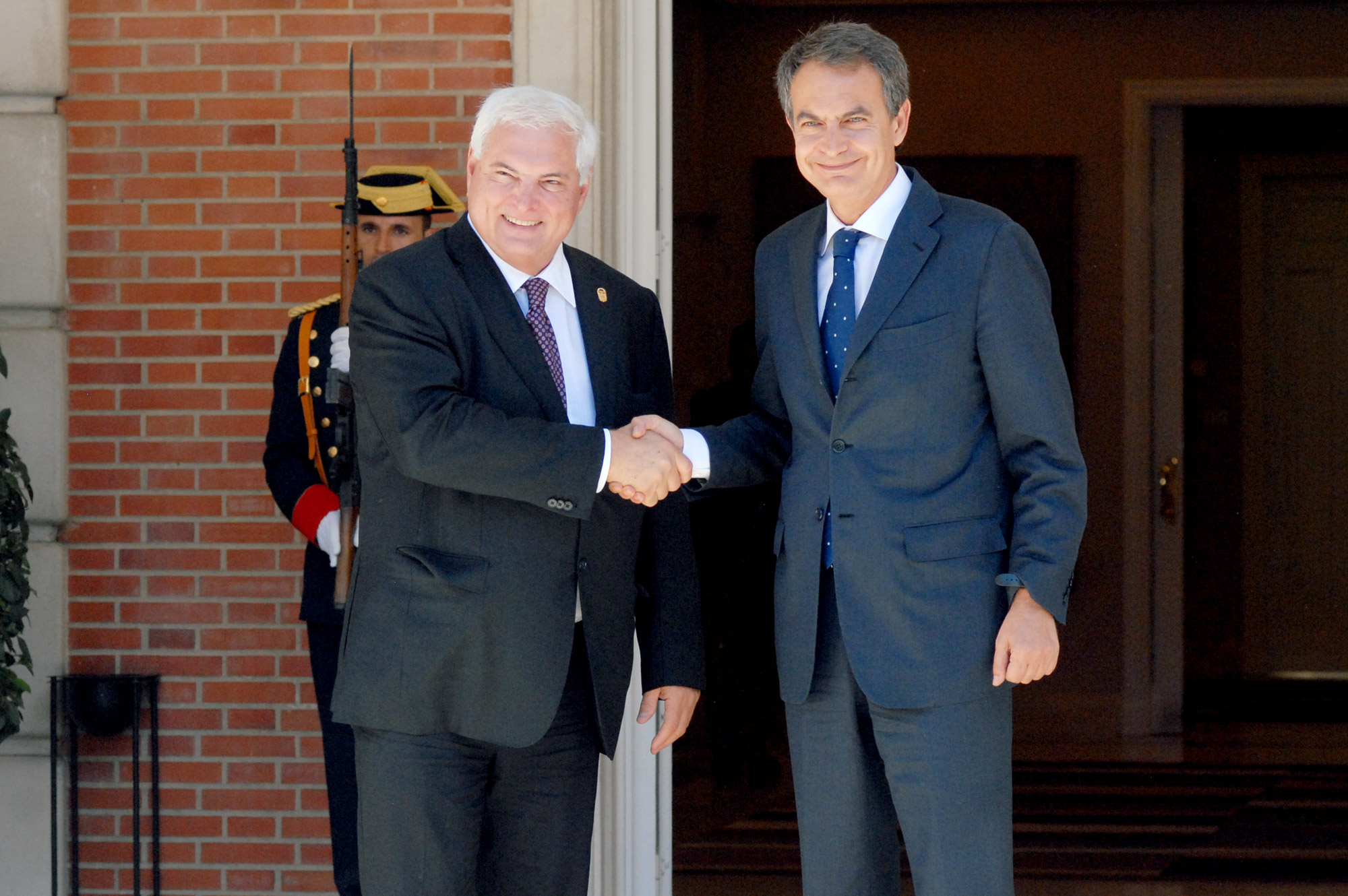
Ricardo Martinelli con el presidente del Gobierno de España, Rodríguez Zapatero en julio de 2011.

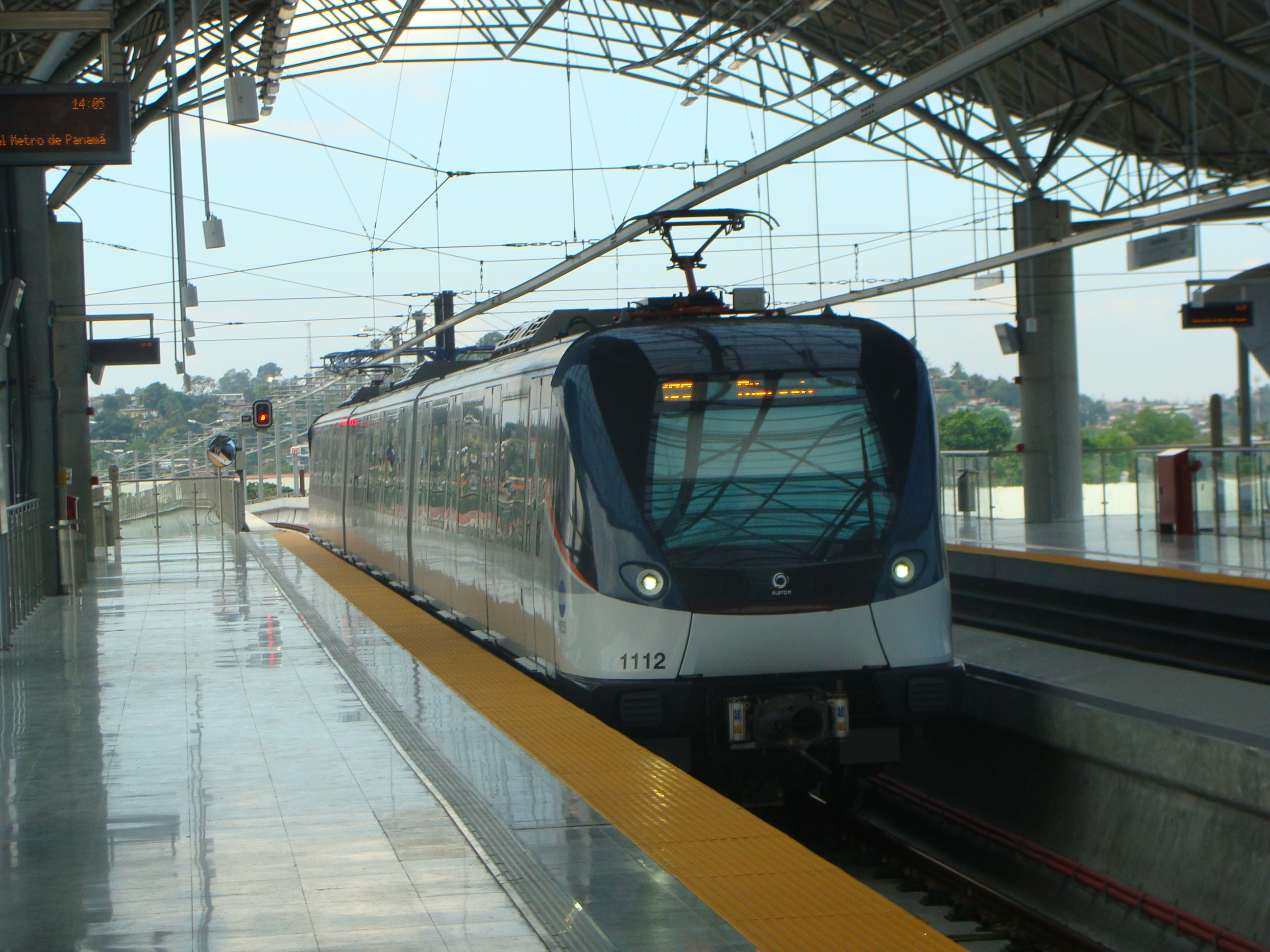
Metro de Panamá, principal obra de infraestructura durante la presidencia de Martinelli.

El proceso de transición inició a tan solo dos días de haber sido elegido presidente porque el gobierno anterior cambió el tiempo de transición de mando de cuatro a dos meses.[cita requerida] El gobierno de Martinelli inició el 1 de julio de 2009. A la toma de posesión de Martinelli asistieron varios mandatarios americanos y europeos, entre ellos el depuesto presidente de Honduras Manuel Zelaya.
El mismo día de la toma de posesión, el presidente Ricardo Martinelli--junto a los presidentes Álvaro Uribe y Felipe Calderón de Colombia y México--anunció la asociación contra el narcotráfico que se ve en crecimiento entre los tres países. Martinelli mantuvo y reforzó las leyes contra el narcotráfico durante todo su presidencia. Tan solo en el 2012, el gobierno panameño incautó más de 11 toneladas de cocaína, según lo informado por IHS.
El 2 de julio de 2009, se llevó a cabo el Primer Consejo de Gabinete de su administración. En este consejo ordenó la creación de la Secretaría del Metro, adjunta al Ministerio de la Presidencia, con la finalidad de la licitación, construcción y administración del Metro de Panamá. En primera instancia, esta secretaría estará orientada a realizar todos los estudios correspondientes para la construcción de esta obra. Además, se creó la Secretaría de Cadena en Frío, adjunta al Ministerio de Desarrollo Agopecuario, por medio de la cual los campesinos de las diferentes provincias del país podrán transportar sus productos agrícolas a Ciudad de Panamá y a los mercados locales minimizando las mermas de los productos.[cita requerida]
Otras de las decisiones de este primer consejo fue la licitación de las auditorías de los Corredores Norte y Sur.

### Presidencia
En 2010, la administración Martinelli planeó invertir 20 millones de dólares durante la presidencia, enfocados en la infraestructura para mejorar el rol de Panamá como un puerto logístico y fortaleció la inversión extranjera.
El plan gubernamental incluyó grandes inversiones en caminos, hospitales, drenajes, escuelas y el Metro de Panamá, obra insignia que fue inaugurado en abril de 2014. Fitch Group lo llamó un "plan de inversión pública ambiciosa", parte del "ciclo altamente favorable de inversión en Panamá".
En cuanto a la inversión extranjera, el gobierno de Martinelli facilitó procesos de residencia temporal (hasta por 10 años) a extranjeros a través del programa "Crisol de Razas", donde se inscribieron 48.632 extranjeros, en su mayoría colombianos, nicaragüenses, dominicanos y venezolanos.
Durante la gestión de Martinelli, la inversión extranjera directa aumentó en casi 300 %, de $1,259,3 mil millones (2009) a $4,651,3 mil millones (2013). Entre los años 2009-2014 gastó unos 285 millones de dólares en consultorías como pretexto para proyectar una imagen que suavizara las crisis financieras entre julio de 2009 y junio de 2014.
Martinelli también supervisó la aprobación final del acuerdo de promoción comercial entre Panamá y los Estados Unidos, que fue firmado más de dos años antes de que tomara posesión del cargo pero que nunca había sido finalizado. Martinelli había designado la puesta en marcha de este acuerdo como su principal prioridad cuando fue nombrado presidente. El acuerdo fue ratificado por el Congreso de los Estados Unidos en el 13 de octubre en 2011. En 2012 estalló el escándalo de espionaje a llamadas, correos electrónicos y plagio de fotos para conocer información precisa de funcionarios políticos de oposición, de su partido y ciudadanos del país y la existencia de  un contrato de 13.5 millones de dólares a la M.L.M. adquirió un equipo para interceptar las comunicaciones, por medio del Programa de Ayuda Nacional (PAN) de Panamá.[cita requerida]
También supervisó la aprobación de un tratado de libre comercio con otros países de la región y la Unión Europea.[cita requerida]
A través de políticas pro-empresariales, Martinelli posicionó a Panamá como un centro financiero y de transporte.[cita requerida]
Durante la campaña, informes de prensa dijeron que los fiscales italianos habían vinculado al presidente con un presunto escándalo de 18 millones de euros (25 millones de dólares) que involucraba contratos para hacer negocios en Panamá. Ante las denuncias Martinelli ha ridiculizado públicamente las acusaciones, al igual que su fiscal general. Durante su mandato los trabajadores de la construcción iniciaron una huelga general en busca de enormes aumentos salariales, lo que ha dejado al proyecto de agrandar el Canal de Panamá paralizado variso meses.
Según al New York Times, “en los últimos dos años Panamá ha firmado acuerdos con 12 países, incluyendo los Estados Unidos, para intercambiar la información fiscal y otra información a solicitud, una técnica para investigar los criminales financieros.
En investigaciones sobre casos de coimas durante  su mandato la Fiscalía indicó que ha aprehendido entre 2015 y 2018 dinero y bienes por valor en 397,7 millones de dólares relacionados con los distintos casos de corrupción durante el régimen de Martinelli, entre los que destacan grandes tramas como los sobornos de la multinacional Odebrecht o los de Blue Apple. La Fiscalía panameña  ha abierto investigaciones a un total de 1.656 personas por distintos casos de corrupción ocurridos durante el régimen  Ricardo Martinelli(2009-2014), quien se encuentra detenido provisionalmente por una trama de escuchas ilegales. La Fiscalía Séptima Anticorrupción giró en 2016 órdenes de indagatoria a 18 personas, como parte del proceso que sigue por la presunta comisión del delito de blanqueo de capitales, ligado al supuesto uso de información privilegiada en la casa de valores Financial Pacific (FP) durante el gobierno de Martinelli. La investigación guarda relación con una denuncia que presentó en el año 2015 la Superintendencia del Mercado de Valores (SMV), en la que acusó a las sociedades High Spirit Overseas y Jal Offshore, de recibir fondos de procedencia desconocida, para comprar acciones de Petaquilla Minerals y Jal Offshore –una sociedad registrada en Belice, favorecidas por el gobierno de Martinelli. En 2013 fue involucrado en un escándalo en la casa de valores Financial Pacific. Se le relaciona junto a uno de sus hijos en una presunta cuenta secreta, Haihg Spirit, que les permitió obtener información bursátil privilegiada en el sector minero.
Tras dejar el poder el Tribunal de Panamá abrió una causa criminal contra Lucy Molinar y Federico Suárez, exministros en el Gobierno de Ricardo Martinelli  por presunta corrupción en la compra de alimentos deshidratados en perjuicio del extinto Programa de Ayuda Nacional (PAN-estatal) investigandose un posible peculado y corrupción en la contratación para la compra de comida deshidratada para las escuelas públicas por alrededor de 45 millones de dólares.
Martinelli tuvo altos índices de popularidad durante su mandato que llegaron a alcanzar más de 90 %,[cita requerida] el más alto en el continente americano en su momento. En 2014, al finalizar su mandato, su índice de aprobación aún era de más de 65 %.

### Críticas
Sin embargo, hubo fuertes críticas sobre su forma de gobernar, que lo llegaron a considerar como autoritario. En agosto de 2009, la embajadora de Estados Unidos en Panamá, Barbara J. Stephenson, envió una nota al Departamento de Estado de los Estados Unidos informando que Martinelli pedía asistencia a la embajadora para espiar electrónicamente a sus adversarios políticos y esta remarcó las "tendencias autoritarias" y de "hostigamiento" por parte de Martinelli. Una copia de esta nota fue hecha pública por WikiLeaks en diciembre de 2010. La administración Martinelli se limitó a responder que nunca se hizo tal petición y que la interpretación de Stephenson era equivocada.
De igual manera, la popularidad de Martinelli ha quedado afectada por su presunta relación con diversos escándalos de corrupción, incluyendo acusaciones de ser parte de un escándalo de sobornos junto con Valter Lavítola, asistente del primer ministro italiano Silvio Berlusconi, y que fue procesado penalmente por autoridades italianas. No obstante, ninguna de las reclamaciones se pudieron probar. Martinelli ha denegado las acusaciones y señaló el hecho como un "rumor" o una "telenovela".
También se le ha criticado por tomar una posición de derecha, afectando la política internacional del país al tener una postura abiertamente proisraelí y rival a los gobiernos de izquierda en América Latina, sobre todo en Venezuela, que escaló en una crisis diplomática en las postrimerías de su gobierno en 2014, al posicionarse abiertamente a favor de la oposición venezolana.

### Ruptura de la alianza
A mediados del año 2011, el presidente Martinelli acusó al vicepresidente de tener demasiadas funciones a la vez: ministro de Relaciones Exteriores, vicepresidente de la República, presidente y representante Legal del Partido Panameñista y candidato a Presidente para las elecciones del 2014, razón por la que le solicitó su renuncia al cargo de canciller, situación que generó el disgusto de los panameñistas. Debido a esta situación, el Partido Panameñista decidió romper la alianza política que había pactado en la campaña electoral de Martinelli y convertirse en un partido de oposición. Como resultado, Varela quedó sin poder dentro del gobierno a pesar de ser vicepresidente y, a partir del momento del rompimiento, no asistiría a las reuniones de gabinete.

## Vida posterior a la presidencia

### Autoexilio, detención en Estados Unidos y en Panamá
Justo al término de su gobierno presidencial, el 1 de julio de 2014 Martinelli tomó posesión como diputado por el Parlamento Centroamericano (Parlacen), como una formalidad que reciben los expresidentes gracias al tratado consultivo del organismo. En los siguientes meses comenzaron a surgir varios casos judiciales sobre irregularidades y corrupción en su gobierno y fue acogido por la Corte Suprema de Justicia panameña, por lo que el 28 de enero de 2015 salió a Guatemala y en calidad de diputado del Parlacen, solicitó apoyo del organismo para su caso y buscó apoyo legal sobre el alcance de su inmunidad parlamentaria, como parte de una supuesta «gira internacional» en donde acusó a su sucesor Juan Carlos Varela de ser el artífice de una «persecución política».
Poco después viajó a Estados Unidos; inicialmente no se tenía certeza en qué ciudad estaba, pero pocos meses después se supo que estaba en Miami, donde se autoexilió e insistió repetidamente en su inocencia. El 22 de diciembre de 2015, la Corte Suprema de Justicia ordenó la detención de Martinelli por un caso de espionaje telefónico a 150 personas entre opositores y periodistas. Debido a que Martinelli estaba fuera de Panamá, se solicitó a Estados Unidos la extradición de éste en septiembre de 2016 y en abril de 2017 se emitió una alerta roja de Interpol. Finalmente, el 13 de junio de 2017 el Servicio de Alguaciles de Estados Unidos detuvo a Martinelli en su domicilio.
Martinelli buscó recursos legales para su liberación en Estados Unidos, pero fracasó y se dio paso expedito a su extradición a Panamá, que se realizó el 11 de junio de 2018, e inmediatadamente fue enviado al Centro Penitenciario El Renacer. Durante su detención en El Renacer, Martinelli renunció como diputado al Parlacen el 21 de junio de 2018, como una movida legal para evitar ser procesado por la Corte Suprema de Justicia y ser procesado por el sistema de justicia ordinaria. El 12 de junio de 2019, recibió un cambio en la medida cautelar, pasando a detención domiciliaria e impedimiento de salida del país. Posteriormente, el 9 de agosto de 2019 a través del tribunal de juicio oral fue declarado «no culpable» de los cuatro delitos que se le acusaba aún, quedando en libertad plena y retomando su actividad política. No obstante, el 20 de noviembre de 2020, el Tribunal de Apelaciones anuló el fallo de «no culpabilidad» y ordenó un nuevo juicio, a través del caso New Bussiness.

### Condena e inhabilitación
El 18 de julio de 2023, Ricardo Martinelli fue condenado a 10 años y 8 meses de prisión por blanqueo de capitales en el caso conocido como New Business. La justicia panameña lo encontró culpable de utilizar más de 40 millones de dólares de fondos públicos en la compra de acciones de la editorial Epasa, que edita tres medios de circulación nacional (Panamá América, La Crítica y el Día a Día).  El equipo legal del expresidente intentó sin éxito revocar esta condena. En febrero de 2024 fue confirmada su condena por el Tribunal Supremo de Justicia.
La condena también inhabilita a Martinelli, quien aseguró que tiene intenciones de participar, a pesar de esto, en la campaña presidencial panameña.

### Refugio en la embajada de Nicaragua y asilo en Colombia
El 7 de febrero de 2024, Martinelli acudió a la embajada de Nicaragua en Panamá y solicitó asilo luego de la condena por el caso New Business, evitando de alguna forma su eventual detención, acusando que es una «persecución política». El gobierno nicaragüense aceptó la solicitud de asilo, pero estuvo a la espera del salvoconducto por parte del gobierno panameño que le permitiese viajar al país centroamericano. Sin embargo, el 9 de febrero la cancillería panameña lo rechazó y adivrtió que cualquier acción política de Martinelli dentro de la embajada podría ser considerada una intromisión a los asuntos internos del país por parte de Nicaragua.
Debido a situaciones que complicaron el potencial asilo de Martinelli en Nicaragua, se acordó con Colombia y el 10 de mayo de 2025 el gobierno panameño emitió un salvoconducto que permitió a Martinelli salir de la embajada nicaragüense e ir en avión a Colombia.

## Investigaciones por corrupción y espionaje
Luego de abandonar el poder en julio de 2014, el gobierno de su sucesor, Juan Carlos Varela, inició una serie de investigaciones relacionadas con sobrecostos durante el gobierno de Martinelli. En las pesquisas al Programa de Ayuda Nacional (PAN) se detectaron sobrecostos por más de 45 millones de dólares en comida deshidratada. En las investigaciones se han detenido a dos exdirectores: Giacomo Tamburelli y Rafael Guardia. En las declaraciones, ambos señalaron a Martinelli de haber ordenado a ambos las compras con sobrecostos. Luego de una investigación, el caso fue archivado sin pruebas contra el Expresidente, puesto que el Órgano Judicial reconoció que no pudo reunir elementos de convicción para acreditar la acusación.
Ante los señalamientos el 28 de enero de 2015 se inició una investigación contra Martinelli, con el voto unánime de todos los magistrados de la Corte Suprema de Justicia, por "supuestos delitos contra la administración pública". No obstante, Martinelli había abandonado Panamá horas antes rumbo a Ciudad de Guatemala, sede del Parlamento Centroamericano (Parlacen), del que funge como diputado y, como tal, argumenta tener fuero contra procesos penales, mismo que en el 2012 había calificado como "cueva de ladrones"; apoyándose por el hecho de que como exmandatario es diputado del Parlacen, denunció en duros términos al gobierno actual y acusando al presidente Varela de querer asesinarlo, sin embargo el pleno del Parlacen afirmó que no poseía inmunidad, ya que si la Asamblea Nacional de Panamá no otorga inmunidad parlamentaria a los diputados locales, el Parlacen tampoco puede. Después de denunciar lo que él calificó como una persecución en su contra ante el Parlacen, Martinelli se refugió en Miami.
Adicionalmente, Martinelli está siendo investigado por el espionaje e interceptación telefónica de más de 150 personas durante su mandato, la mayoría de ellos opositores. Debido a que este se encontraba  aún en Estados Unidos y no asistió a la audiencia preliminar el 11 de diciembre de 2015, se le declaró en "rebeldía" por el juez de garantías Jerónimo Mejía y pasó al pleno de la Corte Suprema de Justicia de Panamá sobre si Martinelli sería llamado a audiencia, ordenándose el 21 de diciembre la "detención provisional" de este.
La magistrada Baloisa Marquínez ordenó un nuevo juicio contra Martinelli por blanqueo de capitales en la compra de una editorial en 2010.

### Caso Financial Pacific
En 2013 fue involucrado en un escándalo en la casa de valores Financial Pacific. Se le relaciona junto a uno de sus hijos en una presunta cuenta secreta, Haihg Spirit, que les permitió obtener información bursátil privilegiada en el sector minero. Ese año Martinelli la casa de uno de sus mejores amigos y empresario, el entonces mandatario Ricardo Martinelli consiguió $12 millones que salvaron a la casa de valores Financial Pacific de ser liquidada por el regulador.

### Caso Blue Apple
En 2017 los hijos del expresidente Ricardo Alberto y Luis Enrique Martinelli Linares fueron detenidos en  Miami. por el caso de sobornos por Odebrecht en Panamá y el caso Blue Apple, según los requerimientos de Interpol, al momento de la detención se denunció una posible fuga, fueron detenidos cuando iban a abordar la embarcación "White Shark" en una marina de Coral Gables. Además por el caso de Odebrecht están procesadas 63 personas en Panamá, entre ellas los dos hijos varones del expresidente Martinelli. Ambos son acusados de cobrar sobornos de la empresa brasileña Odebrecht y tenían alerta roja de Interpol.

### Caso de escuchas ilegales y detención en Estados Unidos
El 12 de junio de 2017 fue arrestado en la localidad de Coral Gables, luego de emitirse una orden de detención del Departamento de Justicia de Estados Unidos como respuesta a la petición del gobierno panameño y compareció ante una Corte Federal el día 13 de junio. Debido a lo complejo de su caso, Martinelli se mantuvo detenido y usó recursos de apelación para evitar la detención y extradición. No obstante, el 23 de mayo de 2018, Martinelli renunció a dichos procesos y se sometió a la extradición. El 8 de junio, el Departamento de Estado de Estados Unidos aprobó la extradición de Martinelli a Panamá, siendo devuelto el 11 de junio con fuertes medidas de seguridad. Por el tratado de extradición entre ambos países, solo puede ser juzgado en Panamá por el caso de espionaje a 150 opositores en su gobierno, también conocido como "caso Pinchazos".
El 9 de agosto de 2019 fue absuelto de todos los cargos imputados.
El 20 de noviembre de 2020 el Tribunal de Apelaciones le anuló el fallo de "no culpabilidad". El expresidente Ricardo Martinelli será expuesto a un nuevo juicio que debe contar con diferentes jueces y actualmente no existe fecha para este.
El 9 de noviembre de 2021, casi un año después de anular de fallo de "no culpablidad" el expresidente Ricardo Martinelli fue absuelto de los delitos de interceptación de las comunicaciones y seguimiento, persecución y vigilancia sin autorización judicial. Un exaltado Martinelli declaró a la prensa que finalmente se le hizo justicia después de siete años. De inmediato, se trasladó con parte de su equipo legal al Canal 21, de su propiedad, donde reiteró que buscará la Presidencia en 2024.

### Caso Odebrecht
Luego de que se conociera el Caso Odebrecht en América Latina, en por la justicia de Panamá fue imputado Ricardo Martinelli por "trama de cobro de coimas". Luego de no presentarse a la cita indagatoria, en el año 2020, le prohibieron salir del país.
De acuerdo con la fiscalía, había dos redes para pagar y luego blanquear fondos: una establecida por Odebrecht y otra por la familia Martinelli, la cual tenía su propia estructura de sociedades, testaferros y contratos ficticios que permitían justificar el flujo de fondos a través del sistema bancario internacional.
El 21 de mayo de 2022 los hijos del expresidente, Ricardo Alberto y Luis Enrique Martinelli Linares, fueron condenados en un tribunal de Estados Unidos por conspirar para recibir sobornos de la empresa Odebrecht. Ambos se declararon culpables de blanquear $28 millones y le dijeron al juez que cometieron el ilícito siguiendo órdenes de su padre, Ricardo Martinelli. 
El 25 de enero de 2023, el gobierno de Estados Unidos sancionó a Martinelli y a sus familiares inmediatos por participar en actos de corrupción, relacionados con la trama de sobornos de Odebrecht. Mediante un comunicado del secretario de Estado, Antony Blinken, las sanciones implicarían el impedimento de entrada a Estados Unidos para Martinelli y familiares; estas medidas coinciden con la deportación de dos de los hijos de Martinelli, quienes cumplieron una condena relacionada con el caso Odebrecht.
Ricardo Martinelli será enjuiciado por el caso Odebrecht en Panamá, el juicio se celebrará el 15 de julio del 2024. El expresidente está acusado del delito blanqueo de capitales. 

## Honores
En el 20 de febrero de 2010, la Universidad de Arkansas estableció la beca de Ricardo A. Martinelli Berrocal para proporcionar ayuda financiera a estudiantes panameños y le reconoció como Alumno Distinguido de la Universidad y el gobernador Mike Beebe lo designó como embajador honorario del Estado de Arkansas.